# أب أسة تل دراز (لوداب)
أب أسة تل دراز (بالفارسية: آب‌اسه تل‌دراز) هي قرية تقع في إيران في قسم لوداب الريفي. يقدر عدد سكانها بـ 50 نسمة .